# Flaçà
Flaçà ist eine Gemeinde in der Comarca Gironès in der Provinz Girona, Katalonien, Spanien.

## Geographie
Der Ort Flaçà liegt an der Landstraße C-66 zwischen Girona und der Costa Brava. Nördlich vom Ortskern verläuft der Fluss Ter.

## Geschichte
Erstmals wird der Ort mit der Bezeichnung „Flocià“ im Jahre 921 urkundlich erwähnt.

## Wirtschaft
Aufgrund der Flussnähe ist die Landwirtschaft in Flaçà ertragreich. Außerdem hat sich die Papierindustrie in dem Ort angesiedelt.

## Verkehr
Der Bahnhof von Flaçà ist eine wichtige Zwischenstation der Schnellzugverbindung Barcelona-Portbou. Der Schnellzug benötigt etwa eine Stunde und 40 Minuten nach Barcelona. Nach Girona benötigt der Zug 12 Minuten. Außerdem gibt es Busverbindungen nach Girona und an die Costa Brava.

## Sehenswürdigkeiten
Sehenswert ist die romanische Kirche L’Església de Sant Cebrià.